# اليساندرو باريسي
اليساندرو باريسي (بالإيطالية: Alessandro Parisi)‏ (21 سبتمبر 1988 بنابولي في إيطاليا - ) هو لاعب كرة قدم إيطالي في مركز حراسة المرمى. لعب مع نادي كاتانزارو وSSD Savoia 1908 FC ‏ وFC Sopron ‏.